# Sông Great Fish

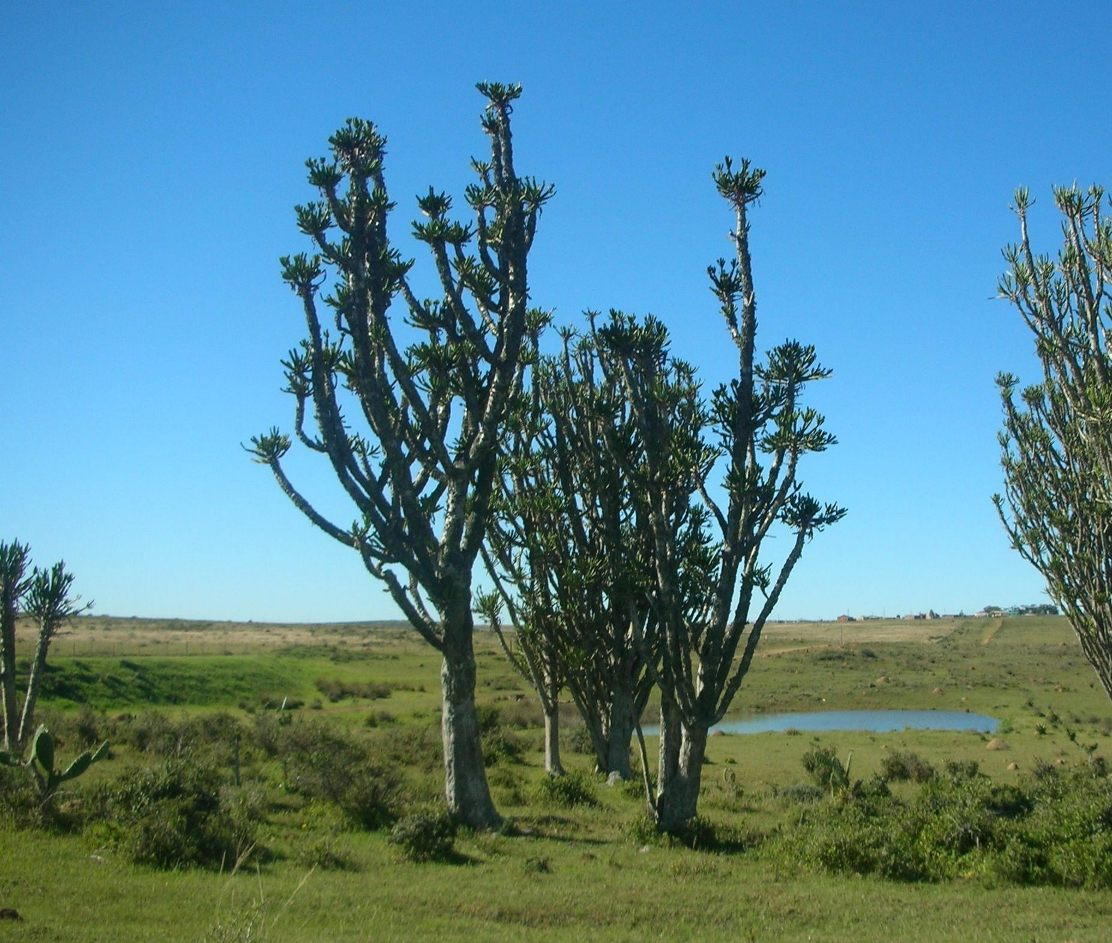
Phong cảnh gần trung lưu của sông Great Fish

Sông Great Fish (được gọi là Great để phân biệt với sông Fish ở Namibia) (tiếng Afrikaans: Groot-Visrivier) là một con sông dài 644 kilômét (400 mi) chảy qua tỉnh Đông Cape của Cộng hòa Nam Phi.